# Euphorbia bourgaeana
Espèce
Synonymes
- Euphorbia lambii Svent.[2]
- Euphorbia lambiorum Svent.[1]

Statut de conservation UICN

 VU D2 : Vulnérable
Euphorbia bourgaeana est une espèce de plantes de la famille des Euphorbiaceae et du genre des Euphorbia originaire de Ténérife des îles Canaries.